# Latouchia davidi
Latouchia davidi là một loài nhện trong họ Ctenizidae.
Loài này thuộc chi Latouchia. Latouchia davidi được miêu tả năm 1886 bởi Eugène Simon.